# Atheras (Kefalonia)
Atheras (früher auch: Ather oder Aether, griechisch Αθέρας (m. sg.) italienisch Aterra) ist ein Dorf mit dem Status einer Ortsgemeinschaft im Gemeindebezirk Lixouri auf Kefalonia mit 129 Einwohnern. Atheras liegt nahe der Nordwestspitze Kefalonias, südlich des gleichnamigen Strandes (Porto Atheras, griechisch Πόρτο Αθέρας), der dadurch bekannt wurde, dass dort der Normannenherzog Robert Guiskard am 17. Juli 1085 an Fieber starb, als er anlegte, um die Insel zu erobern. Die Bucht bildet einen fast geschlossenen Hafen, vor dessen Öffnung die winzige Insel Averonissi (oder Nisaki) liegt.
Die Gegend um den Ort ist kaum bewohnt, wird jedoch zur Ziegen- und Schafzucht genutzt, ebenso wie durch ein paar kleinere Olivenbaumplantagen. Erschlossen ist der Ort über einen Abzweig der Straße Lixouri-Livadi, der nach 10 Kilometern am Strand endet.

## Geschichte
Der englische Autor Robert Bittlestone vertritt in seinem Buch Odysseus Unbound die These, dass der Ort Atheras zum antiken Königreich des Odysseus gehörte und der Strand von Atheras die Phorcys-Bucht sei, in der Odysseus am Ende strandete. Ebenso ist er der Meinung, dass Eumaeus, ein Freund von Odysseus, seine Schweinefarm in der Nähe des heutigen Dorffriedhofs betrieb.
Neueste geologische Untersuchungen der britischen Geological Society erhärten die These, dass die heutige westliche Halbinsel Kefalonias, Paliki, zur Bronzezeit durch den Isthmus von Thimia (den schon der griechische Geograph Strabon beschrieb) von Kefalonia getrennt war, der später tektonisch angehoben und durch Geröllstürze verschüttet wurde: In Paliki statt auf der Insel Ithaka verortet Bittlestone die Heimat des Odysseus.
Unter Kefalonia kollidieren zwei tektonische Platten, die europäische und die ägäische. 1953 wurde ein Großteil des Dorfes bei dem verheerenden Erdbeben zerstört, das mit einer Stärke von 7,2 weite Teile Kefalonias um 60 Zentimeter anhob und große Teile der Bevölkerung veranlasste, wegzuziehen.
In der jüngeren Vergangenheit wurde Atheras von einem Waldbrand heimgesucht, bei dem viele Waldstücke um das Dorf herum verbrannten. Die Natur hat sich jedoch mittlerweile von den Folgen erholt.

## Sehenswürdigkeiten
- die Kirche (Langschiffbasilika) der Hl. Paraskevi, die am Tag des Hl. Spiridon, 26. Juli, feiert
- der Strand mit dem ehemaligen Kloster (Letzteres in Privatbesitz, deshalb Zutritt verboten)
- eine venezianische Olivenpresse

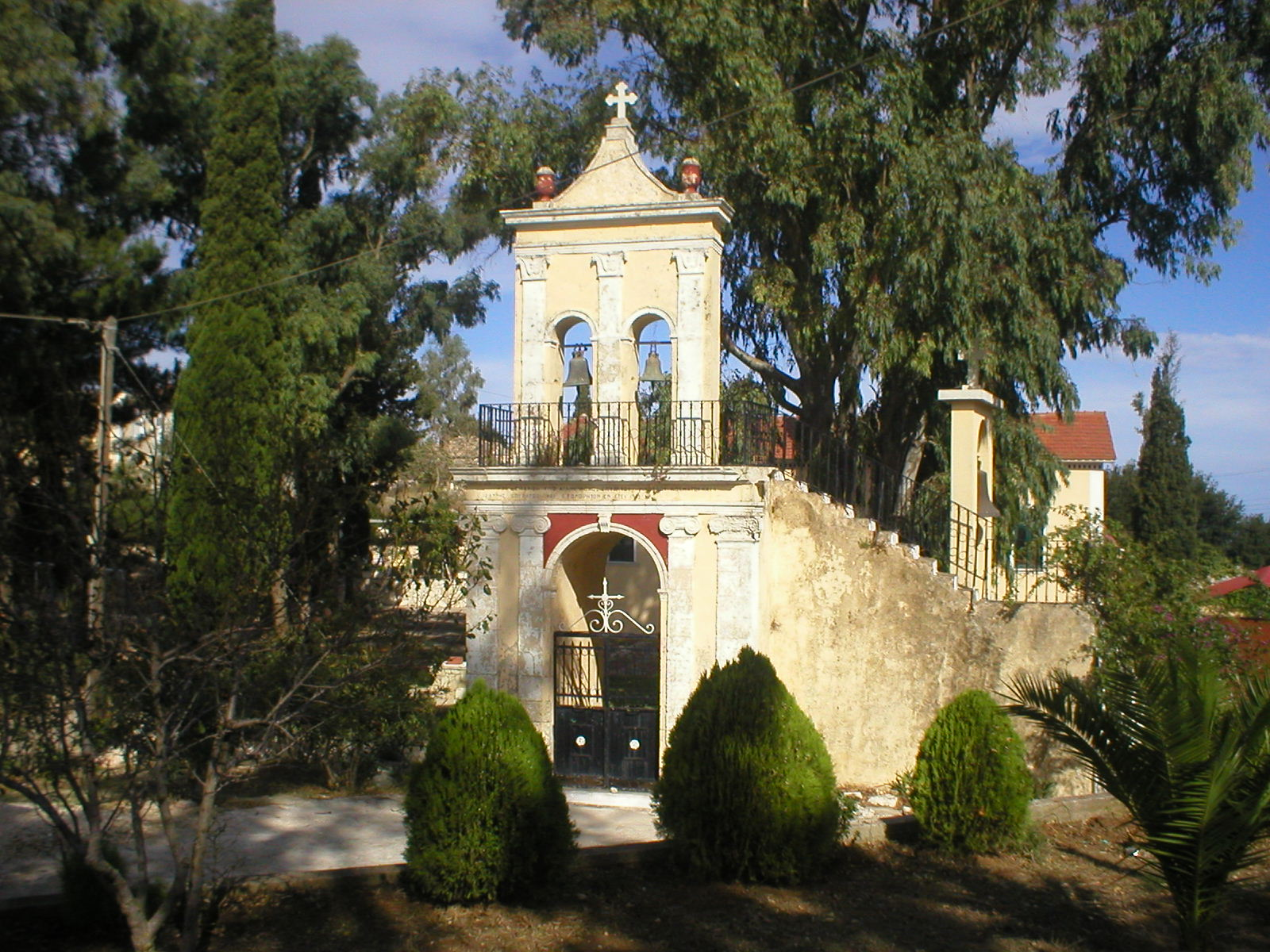
Die Kirche in der Ortsmitte
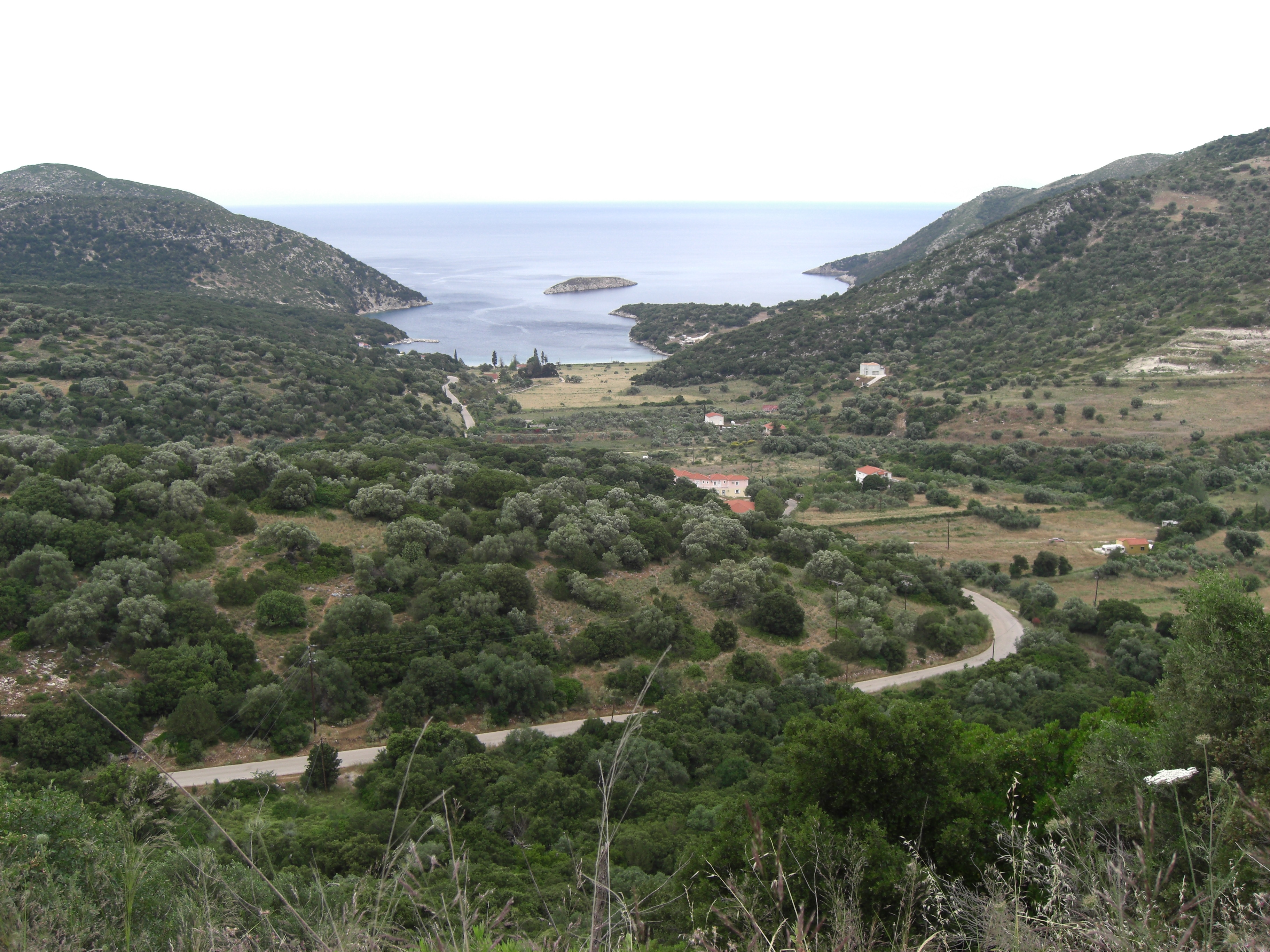
Porto Atheras, Blick nach Norden, aus Richtung des Dorfes
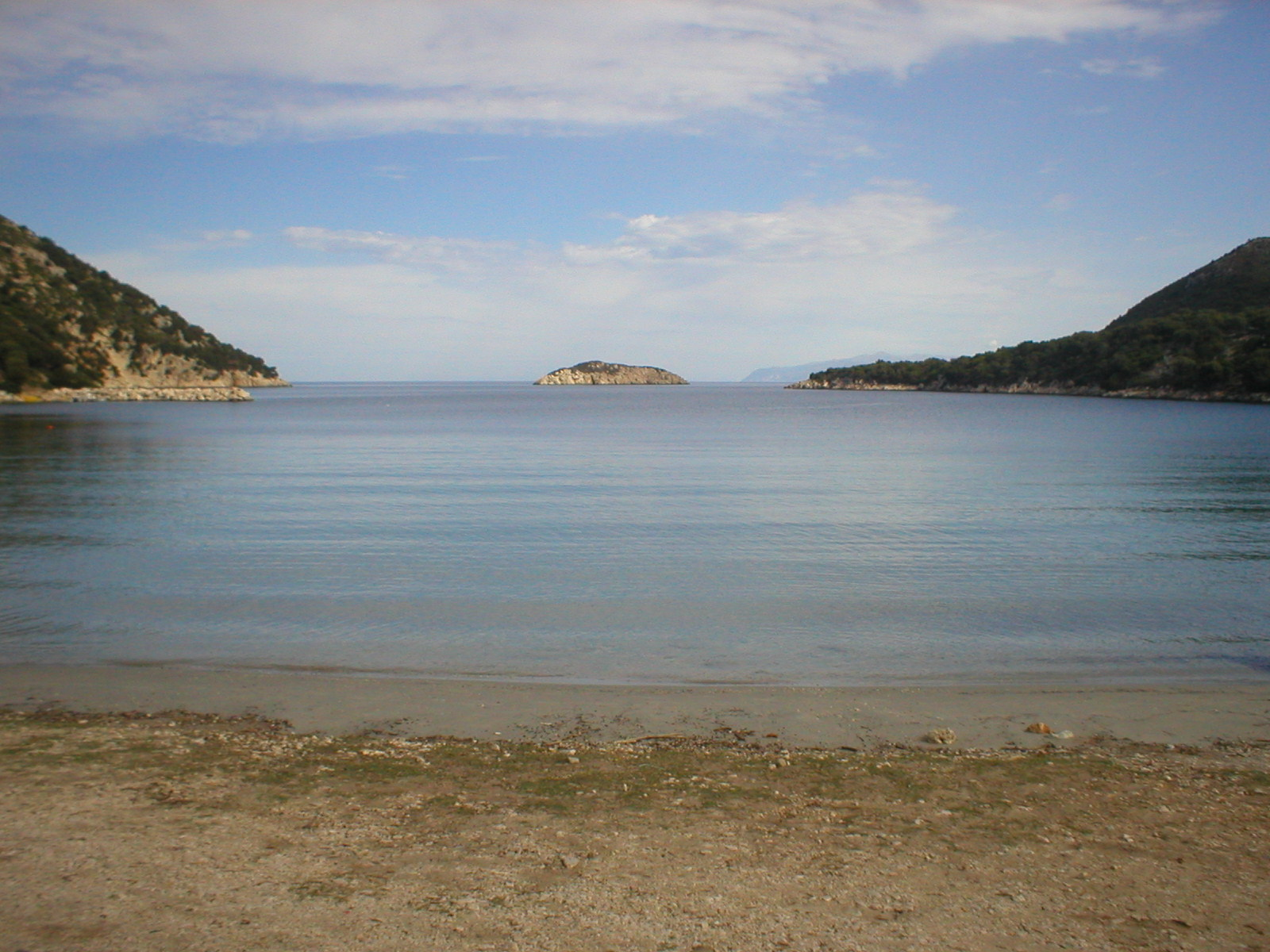
Der Strand von Porto Atheras, Blick nach Norden
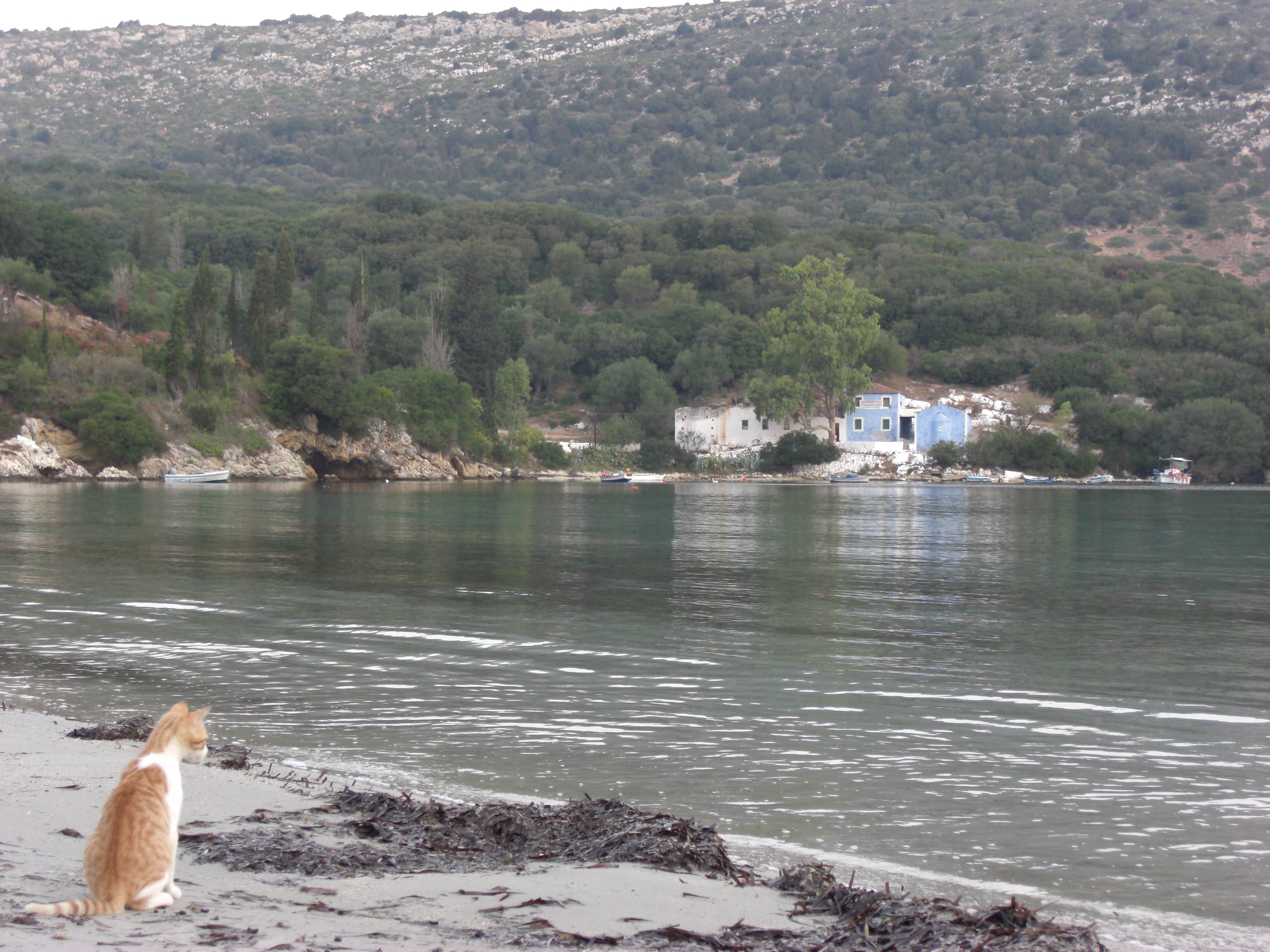
Das ehemalige Kloster Agios Spiridon, Blick nach Nordwesten